# Абаза
Абаза (на руски: Абаза) е град в Република Хакасия, която е част от Руската федерация. Населението на града към 1 януари 2018 година е 15 335 души. Намира се на 144 км южно от град Абакан. Името на града е съкращение от „Абакански завод“.

## География
Разположен е в среднопланинска котловина, в горното течение на р. Абакан. На север се издига хребетът Кирса, на юг и югоизток – хребетът Джойски.

## История
Градът възниква през 1856 г. във връзка с експлоатацията на абаканското железорудно находище. През 1867 г. уралският търговец Колчугин основава тук чугунолеярен и железообработвателен завод, който работи до 1926 г. От 1926 до 1957 г. находището не се експлоатира. От 1957 рудодобивът е подновен, а Абаза получава статут на селище. От 1966 г. е град.

## Икономика
Добивът на желязна руда се осъществява в Абаканския рудник, който се намира на 5 км от града. Има обогатителна фабрика. Желязната руда се транспортира в металургически предприятия в Новокузнецк.

### Транспорт
Абаза е железопътен възел, като е свързан с линията Новокузнецк – Абакан. Между гр. Ак-Довурак в Тува и Абаза минава автомобилен път.